# Insidious: The Last Key
Insidious: The Last Key (bra: Sobrenatural - A Última Chave; prt: Insidious: A Última Chave) é um filme canado-estadunidense de 2018, do gênero terror, dirigido por Adam Robitel e escrito por Leigh Whannell, que já dirigira o longa-metragem anterior e escreveu os roteiros de toda a série.
É o quarto filme da franquia Insidious e a segunda prequela ao lado de Insidious: Chapter 2.
Houve relatos de pessoas alegando terem tido visões e pesadelos após assistir o filme e todos os atores do elenco principal tiveram problemas de saúde durante as gravações na casa dos Gonzalez[carece de fontes]. 
"Quando eu dormi ele devorou minha perna"- relata Inês Gonzalez, a última decente viva da família" esse filme me fez refer e sentir o trauma do passado de novo, o mal não morre ele só descansa"[carece de fontes]. 

## Elenco
- Lin Shaye como Elise Rainier
- Ava Kolker como Elise Rainier (criança)
- Hana Hayes como Elise Rainier (adolescente)
- Angus Sampson como Tucker
- Leigh Whannell como Specs
- Spencer Locke como Melissa Rainier
- Caitlin Gerard como Imogen Rainier
- Bruce Davison como Christian Rainier
- Pierce Pope como Christian Rainier (criança)
- Thomas Robie como Christian Rainier (adolescente)
- Josh Stewart como Gerald Rainier
- Kirk Acevedo como Ted Garza
- Tessa Ferrer como Audrey Rainier
- Marcus Henderson como detetive Whitfield
- Amanda Jaros como Mara Jennings
- Javier Botet como Key Face
- Joseph Bishara como Lipstick

## Recepção
O público pesquisado pelo CinemaScore deu ao filme uma nota média de "B–" em uma escala de A+ a F, a pontuação mais baixa da franquia.
No agregador de críticas dos Estados Unidos, o Rotten Tomatoes, na pontuação onde a equipe do site categoriza as opiniões da  grande mídia e da mídia independente apenas como positivas ou negativas, o filme tem um índice de aprovação de 33% calculado com base em 112 comentários dos críticos. Por comparação, com as mesmas opiniões sendo calculadas usando uma média aritmética ponderada, a nota alcançada é 5.1/10 que é seguida do consenso: "Insidious: The Last Key oferece à estrela da franquia Lin Shaye outra oportunidade bem-vinda de assumir a liderança, mas seus esforços não são suficientes para resgatar essa sequência sem inspiração".
Em outro agregador de críticas também dos Estados Unidos, o Metacritic, que calcula as notas usando somente uma média aritmética ponderada de críticos que escrevem em maioria apenas para a grande mídia, o filme tem 23 avaliações da imprensa anexadas no site e uma pontuação de 49 entre 100, com a indicação de "revisões mistas ou neutras".